# Hidrófono

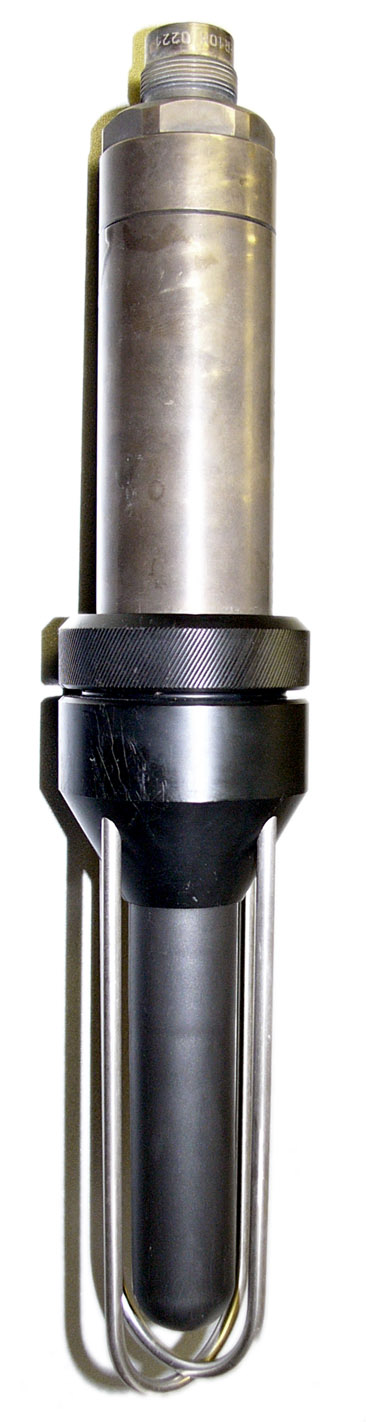
Ejemplo de modelo de hidrófono.

Un hidrófono es un transductor de sonido a electricidad para ser usado en agua o en otro líquido, de forma análoga al uso de un micrófono en el aire. Un hidrófono también se puede emplear como emisor, pero no todos los hidrófonos tienen esta capacidad.

## Historia
El primer sonar operativo fue construido por Reginald Fessenden en los Estados Unidos en 1914. Este dispositivo empleaba un oscilador de cobre electromagnético que emitía un ruido de baja frecuencia, a continuación conmutaba a un modo de escucha para recibir el eco. Debido a este tosco modo de operación no era demasiado preciso en la determinación de la dirección del blanco.
El primer dispositivo denominado hidrófono fue desarrollado cuando la tecnología maduró y se emplearon ondas ultrasónicas que mejoraban la capacidad de detección. Los ultrasonidos se generan mediante un mosaico de cristales de cuarzo delgados pegados entre ellos por láminas de acero de forma que se obtienen frecuencias de resonancia por encima de 150 kHz.
Los hidrófonos son una parte importante del sonar usado para detectar submarinos tanto por barcos de superficie como por otros submarinos.

## Hidrófonos direccionales
Un único transductor cerámico y cilíndrico puede conseguir una recepción omnidireccional casi perfecta. Los hidrófonos direccionales mejoran la sensibilidad en una dirección usando básicamente dos técnicas:

### Reflector
Este método usa un único elemento transductor con un disco o un reflector acústico de forma cónica para enfocar adicionalmente las señales. Este tipo de hidrófono se puede fabricar a partir de hidrófonos omnidireccionales de bajo coste, pero se debe usar de forma estacionaria, puesto que el reflector impide su movimiento a través del agua.

### Matrices
Varios hidrófonos se pueden montar en una agrupación de modo que puedan sumar las señales en una dirección mientras que se cancelen en otras. 

## Usos

### Geofísica
Los hidrófonos son usados por geólogos y geofísicos para la detección de energía sísmica.

### Usos militares
Existen hidrófonos capaces de detectar a un submarino enemigo a distancia. Existen varias redes de escucha como la red SOSUS o el proyecto Azorian.